# 269484 Marcia
269484 Marcia è un asteroide della fascia principale. Scoperto nel 2009, presenta un'orbita caratterizzata da un semiasse maggiore pari a 2,7979350 UA e da un'eccentricità di 0,0513565, inclinata di 4,04664° rispetto all'eclittica.
Dal 17 maggio al 15 giugno 2011, quando 275106 Sarahdubeyjames ricevette la denominazione ufficiale, è stato l'asteroide denominato con il più alto numero ordinale. Prima della sua denominazione, il primato era di 256797 Benbow.
L'asteroide è dedicato a Marcia de Queiroz, figlia dello scopritore.